# Xanthia bisignata
Xanthia bisignata är en fjärilsart som beskrevs av George Francis Hampson 1906. Xanthia bisignata ingår i släktet Xanthia och familjen nattflyn. Inga underarter finns listade i Catalogue of Life.